# Виногродский, Бронислав Брониславович
Бронисла́в Бронисла́вович Виногро́дский (род. 19 апреля 1957, Хурмули, Хабаровский край, СССР) — российский китаевед, писатель, поэт, общественный деятель. Переводчик основополагающих китайских текстов (среди них «Чжуан-цзы», «Дао дэ цзин», «Книга Перемен», «Лунь Юй», «Трактат Жёлтого императора о внутреннем»). Одной из главных тем философско-мистических исканий и просветительской деятельности Виногродского является физическое бессмертие человека после его смерти.

## Биография

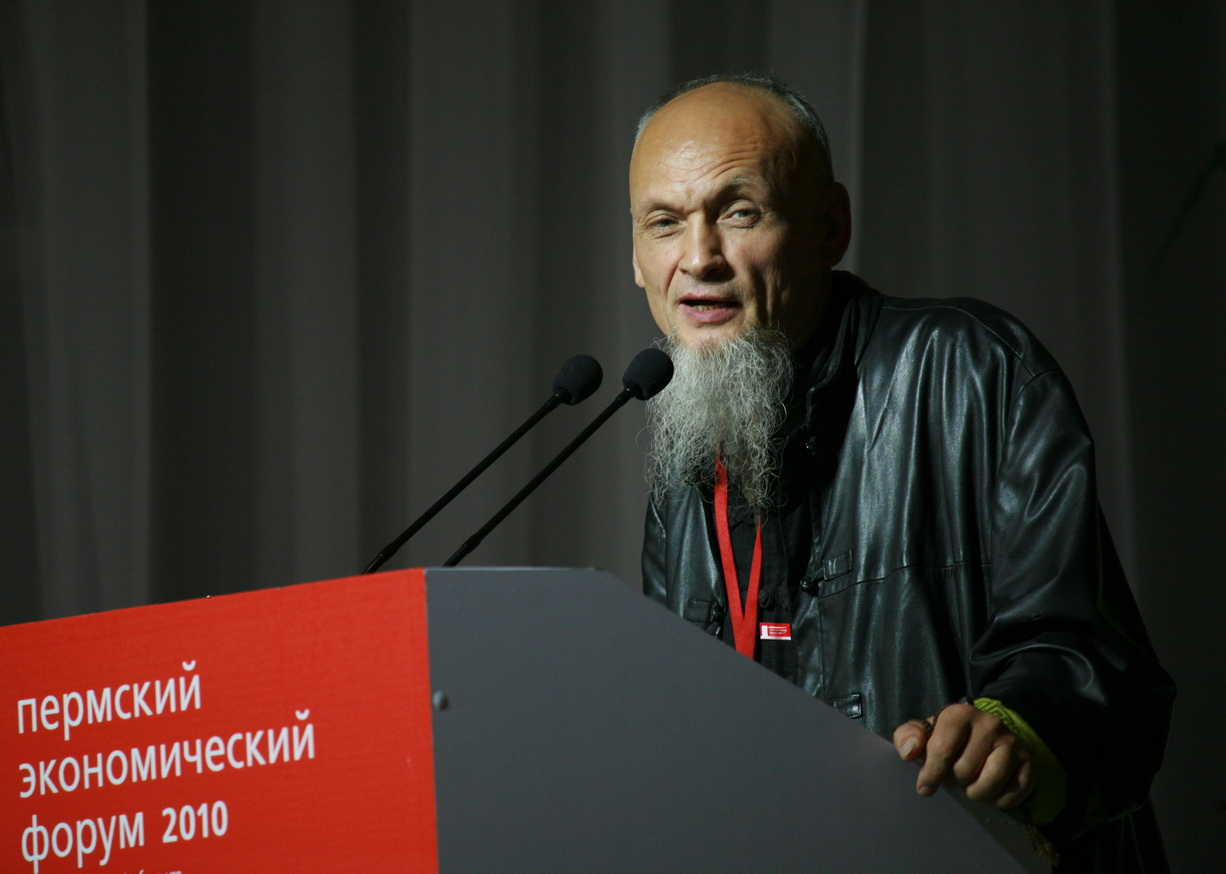

Родился 19 апреля 1957 года в п. Хурмули, Комсомольского района, Хабаровского края. В 1979 году окончил восточный факультет Дальневосточного государственного университета (Владивосток). Владеет девятью языками, в том числе древнекитайским.
Получил широкую известность как писатель и переводчик. Им осуществлены и изданы переводы более сорока древних китайских текстов: «Книга перемен», «Даодэцзин», «Чжуан-цзы», Конфуций «Лунь Юй», «Трактат Жёлтого императора о внутреннем», а также тексты по прогнозированию, календарю, фэншуй, военному искусству, искусству управления, даосским техникам оздоровления.
В 1996 году основал первый в Москве «Клуб чайной культуры» в саду «Эрмитаж». Является автором концепции чайных клубов (знакомящих с китайской чайной традицией). Впоследствии подобные чайные клубы стали в России и странах Ближнего Зарубежья своеобразными «культурными центрами», объединяющими любителей и знатоков китайской культуры.
С 2002 по 2007 годы — президент фонда «Институт социальных технологий». Заявленное направление деятельности фонда — «восстановление здоровья общества в России, создание эффективных социальных технологий с использованием знаний накопленных китайской управленческой школой и традиционной китайской медициной».
С 2005 года является учредителем и идейным вдохновителем галереи «Чай-н-Арт на Якиманке», которая успешно занимается выставочной деятельностью и продажей предметов китайского искусства. Большой вклад галерея внесла в знакомство россиян с китайским искусством резьбы по нефриту.
С 2007 по 2008 годы — главный редактор журнала «Китай.ру».
Является советником руководителей нескольких крупных корпораций, а также советником руководителя департамента Правительства Москвы.
В 2008 году начал проект «Игра Книги Перемен», направленный на непосредственное влияние на способы формирования идей и умонастроений в российском обществе.
9 мая 2019 года у себя на даче под Переславлем-Залесским Виногродский был последним собеседником Сергея Доренко (с которым дружил около пятнадцати лет), обсуждал с ним тему смерти и бессмертия. Одной из сфер философско-просветительской деятельности Виногродского являются дорогостоящие авторские семинары на тему физического бессмертия человека после ухода из жизни, избавляющие человека от страха смерти.
Живёт в десяти километрах от Переславля-Залесского. У него 11 детей.

## Творчество

### Переводы
- «Антология даосской философии. Сборник статей» (изд. «Товарищество „Клышников-Комаров и К“», 1994)
- «И Цзин — Чжоу И. Система перемен — Циклические перемены» (изд. «Северный ковш», 1999)
- «Даосская алхимия бессмертия. Числа превращений дикой сливы мэй-хуа» (изд. «София», 2003)
- «Чэнь Синсюань. Изложение медицины» (изд. «Профит Стайл», 2002)
- «Книга перемен. Даосские гадания» (изд. «Гермитаж-Пресс», 2004)
- «Лю Имин. Даосская алхимия „Перемен“. И-цзин» («Гермитаж-Пресс», 2005)
- «Книга перемен. Уроки Вэнь-вана» («Гермитаж-Пресс», 2006)
- «Фэншуй. Временные циклы девяти звезд» («Гермитаж-Пресс», 2006)
- «Традиционный китайский календарь техники прогноза. Ци Мэнь Дунь Цзя» («Гермитаж-Пресс», 2006)
- «Трактат Жёлтого императора о внутреннем. Часть I» («Профит Стайл», 2006)
- «Трактат Жёлтого императора о внутреннем. Часть II. Ось духа» («Профит Стайл», 2007)
- «Чжэнь Цзю Да Чэн» («Профит Стайл», 2007)
- «Книга перемен. Технология принятия решений» («Профит Стайл», 2008)
- «Традиционный китайский календарь» (2005, 2006, 2007, 2009 гг.)

### Подарочные издания, основанные на переводах древних китайских текстов
- «Путь правителя. История будущего» («Гермитаж-Пресс», 2005, в соавторстве с Б. Кузыком)
- «Закон гармонии на Пути правителя» («Гермитаж-Пресс», 2005, в соавторстве с Б. Кузыком)
- «Китайские мудрости на Пути правителя» (изд. Жигульского, 2008)
- «Китайские мудрости на Пути долголетия» (изд. Жигульского, 2008)
- «Искусство управления миром» (изд. «Эксмо», 2014)

### Литературные сочинения
- Роман «С Востока на Запад», («София» 2002)
- «Великая Книга Китаеда Виннигрецкого» (изд. Жигульского, 2008)

### Сборники стихотворений
- «Вздохнул, постоял, прошелся» («Гермитаж-Пресс», 2002)
- «Посвящается всем» («София», 2003)
- «И Цзин. Поэтическая матрица» («Гермитаж-Пресс», 2004)
- «Дао Дэ Цзин. Поэтическая матрица» («София», 2003)

### Учебные пособия для вузов
- «Менеджмент в китайской традиции» (изд. «Экономистъ», 2007, в соавторстве с В. Сизовым)

### Фильмография

#### Актёр
- 1994 ─ Чёрный клоун (эпизодическая роль)[4]

- 2022 ─ Ампир V ─ Локи IX[5]